# Ханс фон Левалдт
Ханс фон Левалдт (24 юни 1685 – 16 ноември 1768), известен също като Йохан фон Левалд(т), е пруски генерал-фелдмаршал. Той се присъединява към въоръжените сили през 1700 година и е участник във всички пруски полеви операции от Войната за испанското наследство до Седемгодишната война. Прочува се по време на войната на Фридрих Велики с австрийците в силезката и седемгодишната война.

## Произход
Левалдт е роден в Легитен около Лабиау в херцогство Прусия. Майка му Естер Мари произхожда от старата пруска фамилия.

## Военна кариера
През 1699, Левалдт започва военната си служба като влиза в батальон „Вайсе гренадер-Гарде“ (номер 18). Участва във Войната за испанското наследство от 1702 и получава бойното си кръщение в обсадата на Венло. През пролетта 1704, батальонът му се сражава в битката при Бленема, след която Левалдт е произведен в чин фендрих на 16 септември. От 29 септември до 6 октомври участва в обсадата на Хагенау.
По-късно Левалдт участва в походи в Померания срещу Швеция в 1715, по време на Великата Северна война.

### Дейност по време на Войната за австрийското наследство
В началото на пруската война с Австрия, Левалдт е част от армията на княз Леополд фон Анхалт в провинция Бранденбург, и навлиза с него в Силезия през 1742. Там той участва в битката при Хотузиц на 17 май. Пруският успех в тази битка води до Договора Бреслау.
Във втората Силезийски война той е, първо, с генерал Mарвиц в Горна Силезия, а след това командир на специален корпус срещу австрийците на 14 февруари 1745 в Халбершвердт. С действията си, потвърждава вярата на Фридрих в него. Фридрих награждава Левалдт с орден Pour le Mérite в 1742 г., след Първата Силезийска война и с Орден Черен орел на 4 февруари 1744.
Левалдт е произведен в генерал-фелдмаршал на 22 януари 1751. Фридрих му присъжда диамант-медальон със своя портрет на синя лента. Вилхелм Дитрих фон Буденброк и Фридрих Вилхелм фон Досов са единствените, получили такъв медальон.

### Седемгодишна война
Политическото напрежение нараства през 1756, а Фридрих изпраща Левалдт да командва войските в Източна Прусия, за да засили армията. Руският генерал-фелдмаршал Степан Фьодорович Апраксин командва армия от около 55 000 мъже и влеизе в Източна Прусия през 1756 като превзема Мемел, който се превръща в база за инвазия в останалата част от Прусия. Апраксин се опитва да обкружи прусаците с голяма армия, но Левалдт успява да избегне капана; вместо това, 25 000 войници водени от него засича отряд под командването на Василий Лопухин в Грос-Егерсдорф. Лопухин е убит, а останалата армия на Апраксин идва на помощ. Левалдт губи 4600 души, а Апраксин 7000. Апраксин поема към Кьонигсберг, но претърпява значителни загуби заради слабо продоволствие. Апраксин се оттегля от провинцията след като получава фалшиво съобщение за това, че императрица Елисавета Петровна е починала. След това Левалдт организира блокадата на Щралзунд, задържайки шведските сили в района на Балтийско море.
Поради лошо здраве, Левалдт е преместен в Берлин, където става управител на града през 1759. Левалдт е почива в Кьонихсберг през 1768 г. и е погребан в църквата Юдитен.